# Cecilia Dapaah
Cecilia Abena Dapaah (sinh ngày 27 tháng 11 năm 1954)  là một chính trị gia Ghana. Cô là thành viên của Đảng Yêu nước mới và là cựu thành viên của Quốc hội cho khu vực bầu cử của người Bantama. Trước đây bà từng là Thứ trưởng Bộ Tài nguyên Nước, Công trình và Nhà ở, và là Bộ trưởng Bộ Vệ sinh và Tài nguyên Nước hiện tại của đất nước.

## Tuổi thơ và giáo dục
Cecilia Dapaah được sinh ra ở Mpasatia ở Vùng Ashanti. Cô theo học Đại học Ghana, và tốt nghiệp Cử nhân Nghệ thuật về tiếng Pháp và ngôn ngữ học năm 1979. Cô có chứng chỉ lãnh đạo của Trường Harvard Kennedy và chứng chỉ sau đại học về Nghiên cứu Phát triển Quốc tế của Đại học Oslo.

## Cuộc sống làm việc
Dapaah là một công nhân phát triển chuyên nghiệp  và là trợ lý đặc biệt của Tổng thống John Kufour. Năm 2001, cô được bổ nhiệm làm Chủ tịch Hội đồng quản trị của Công ty chế biến ca cao Ghana. Cô đã được chuyển từ hội đồng quản trị vào năm 2005, và làm Thứ trưởng Bộ Tài nguyên, Công trình và Nhà ở. Năm 2007, cô đã trở thành một bộ trưởng thực chất cho đến khi kết thúc chính quyền John Kufour vào năm 2008 

## Đời sống chính trị
Trong cuộc tổng tuyển cử năm 2008, Dapaah đã tranh cử và giành chiến thắng trong cuộc bầu cử khu vực bầu cử của người Bantama. Cô nhận được 36,708 phiếu trong số 48,476 phiếu, chiếm 75,7% số phiếu hợp lệ. Cecilia Dapaah là thành viên của Quốc hội Ghana từ năm 2009 đến 2013. Cô phục vụ trong nhiều ủy ban nghị viện khác nhau ở Ghana bao gồm Công trình và Nhà ở; Ủy ban tư vấn cho Chủ tịch Quốc hội; Việc làm, phúc lợi xã hội và thanh niên; Đối ngoại; và ngân sách đặc biệt.

## Bộ trưởng Hàng không
Vào ngày 7 tháng 1 năm 2017, Tổng thống Akuffo-Addo đã đề cử bà vào vị trí Bộ trưởng Hàng không. Cô đã được Ủy ban bổ nhiệm của Quốc hội Ghana vào ngày 8 tháng 2 năm 2017. Trong thời gian kiểm tra, cô đã làm chứng rằng mình sẽ cải thiện ngành hàng không ở Ghana, và ưu tiên của cô là để khởi động lại một tàu sân bay quốc gia vào năm 2019. Cô ấy cho rằng không có sẵn của người vận chuyển được tước Ghana vài triệu cedis doanh thu. Hãng hàng không quốc gia cuối cùng là Ghana International Airlines, đã sụp đổ vào năm 2010  Vào tháng 3 năm 2017, cô tuyên bố rằng Ghana đang tiến bộ với mong muốn trở thành trung tâm hàng không của khu vực Tây Phi.

## Cuộc sống cá nhân
Dapaah đã kết hôn với một đứa con. Cô là thành viên của Giáo hội Giám lý.